# David H. Ahl

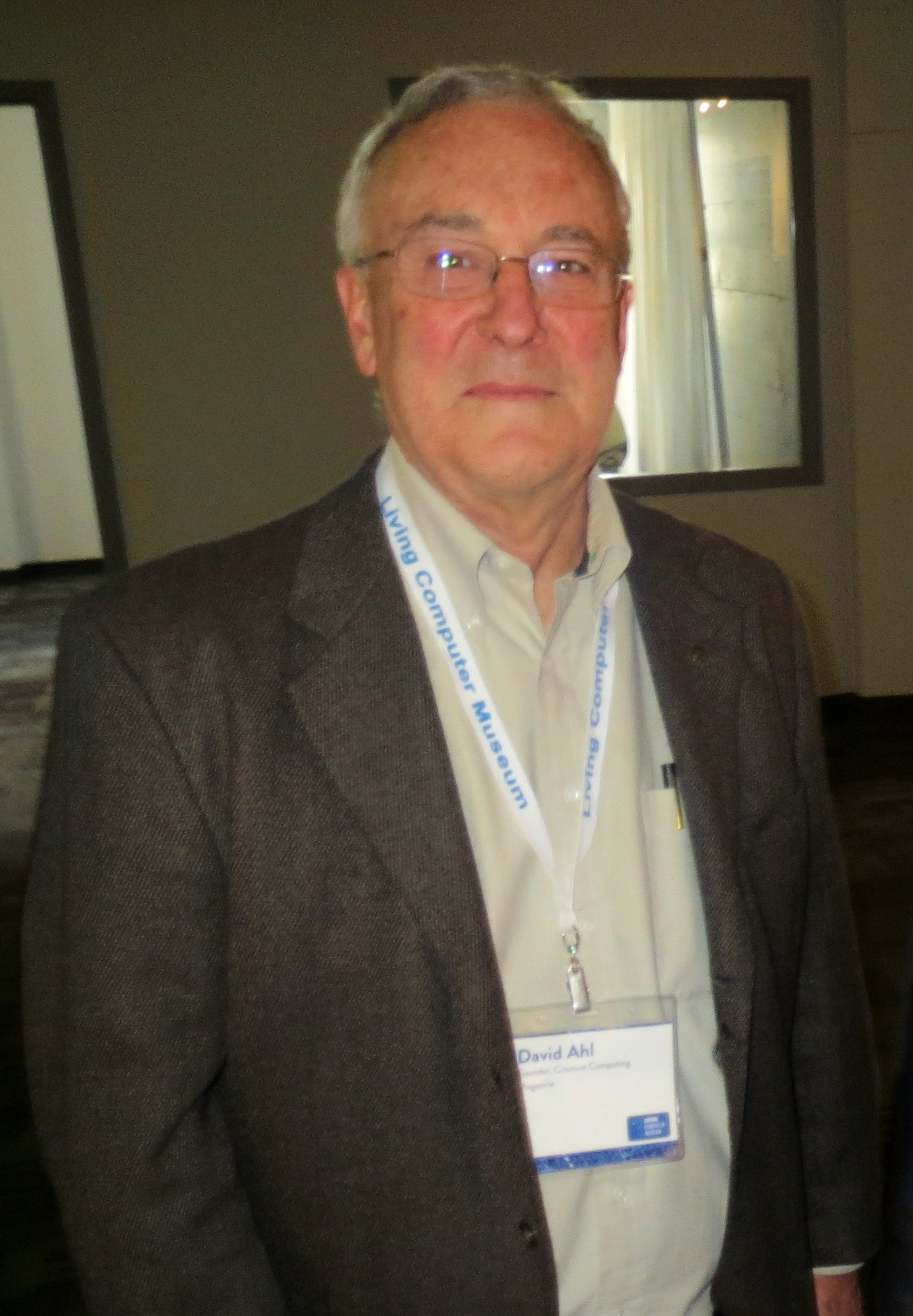
David H. Ahl, 2013

David H. Ahl (* 17. Mai 1939) ist ein US-amerikanischer Autor und Gründer der weltweit ersten Computerzeitschrift Creative Computing. Zu seinen bekanntesten Publikationen zählt das Buch Basic Computer Games, das als erstes Buch aus dem Computerbereich eine Verkaufszahl von über eine Million Exemplare erreichte. Anfang der 1980er Jahre erschien es unter dem Titel BASIC-Computer-Spiele im Sybex-Verlag auch als deutsche Lizenzausgabe. 

## Leben
Ahl hat ein BEE-Diplom von der Cornell University (Ithaca), ein MBA-Diplom von der Carnegie Mellon University (Pittsburgh) und schloss ein weiterführendes Studium in Erziehungswissenschaften an der Universität von Pittsburgh ab.
Zwei Jahre war er in einer Sicherheitsabteilung der US-Armee tätig. Danach folgten vier Jahre bei Management Science Associates mit Arbeiten an Computer-Modellen. Ahl setzte seine Arbeit im Bereich der Computeranalyse beim Forschungsinstitut für Erziehungssysteme fort.
1970 wurde er Mitarbeiter bei der Computerfirma Digital Equipment Corporation. Dort war er als Manager der Bildungsabteilung tätig und formulierte ein Konzept eines Ausbildungs-Computersystems.
1974 ging er als Verkaufsleiter für den Ausbildungsmarkt zu AT&T und stieg später zum Manager für den Verkauf von Kommunikationsmitteln auf.
Daneben gründete er gegen Ende 1974 die Gesellschaft Creative Computing. Als Creative Computing wuchs, verließ Ahl AT&T im Jahre 1978 und kümmerte sich ausschließlich um die Zeitschrift.
1981 beauftragte er David Lubar, mit dem BASIC-Programm Rollercoaster, das ebenfalls in dieser Zeitschrift erschien, einen Laserdisc-Film mit einem Computerspiel zu verknüpfen.
Er ist Mitglied der ACM, AEDS, AERA, COSMEP und NCTM.